# Ipomoea ochracea
Ipomoea ochracea är en vindeväxtart som först beskrevs av John Lindley, och fick sitt nu gällande namn av George Don jr. Ipomoea ochracea ingår i släktet praktvindor, och familjen vindeväxter. Inga underarter finns listade i Catalogue of Life.

## Bildgalleri

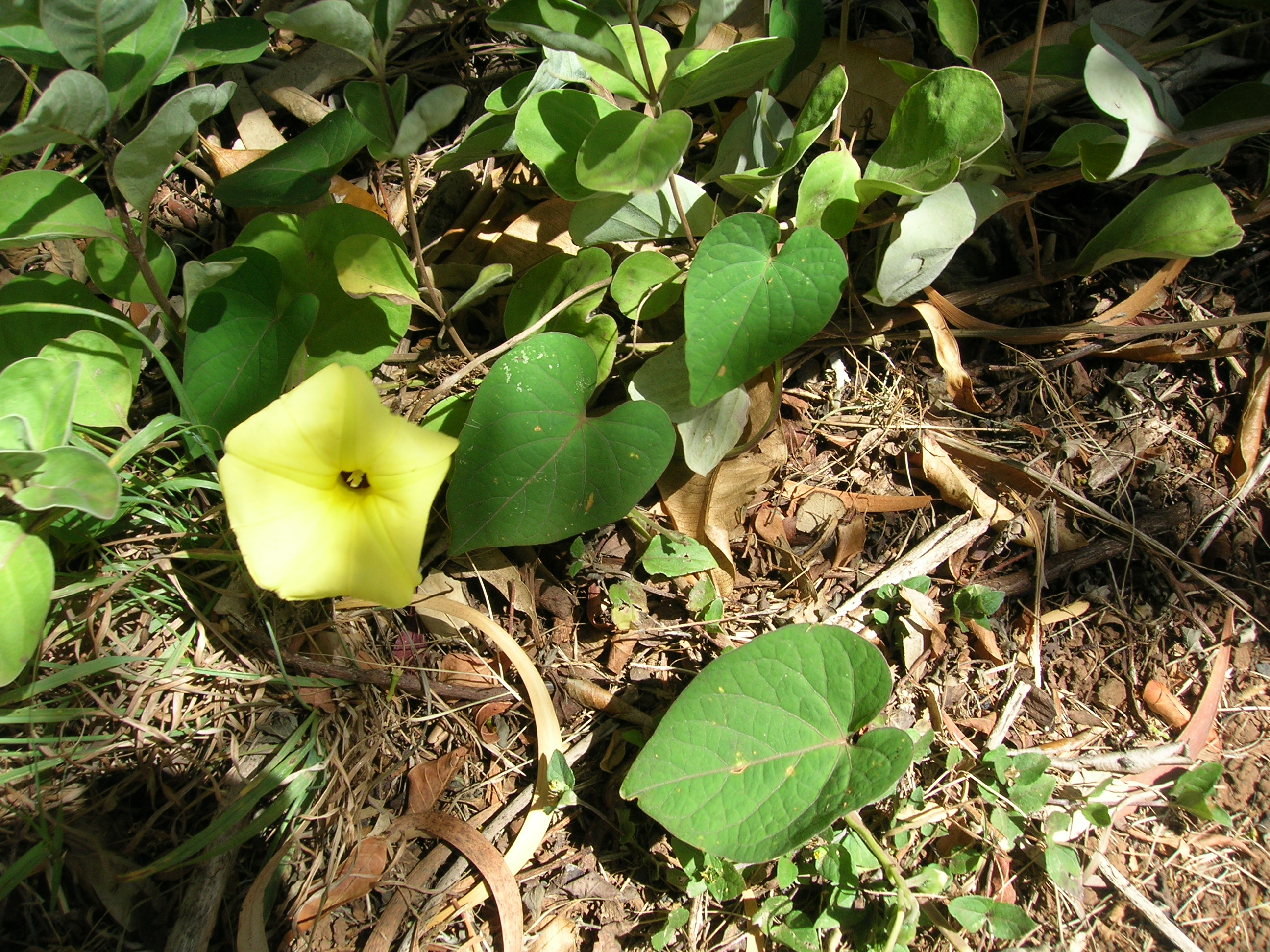
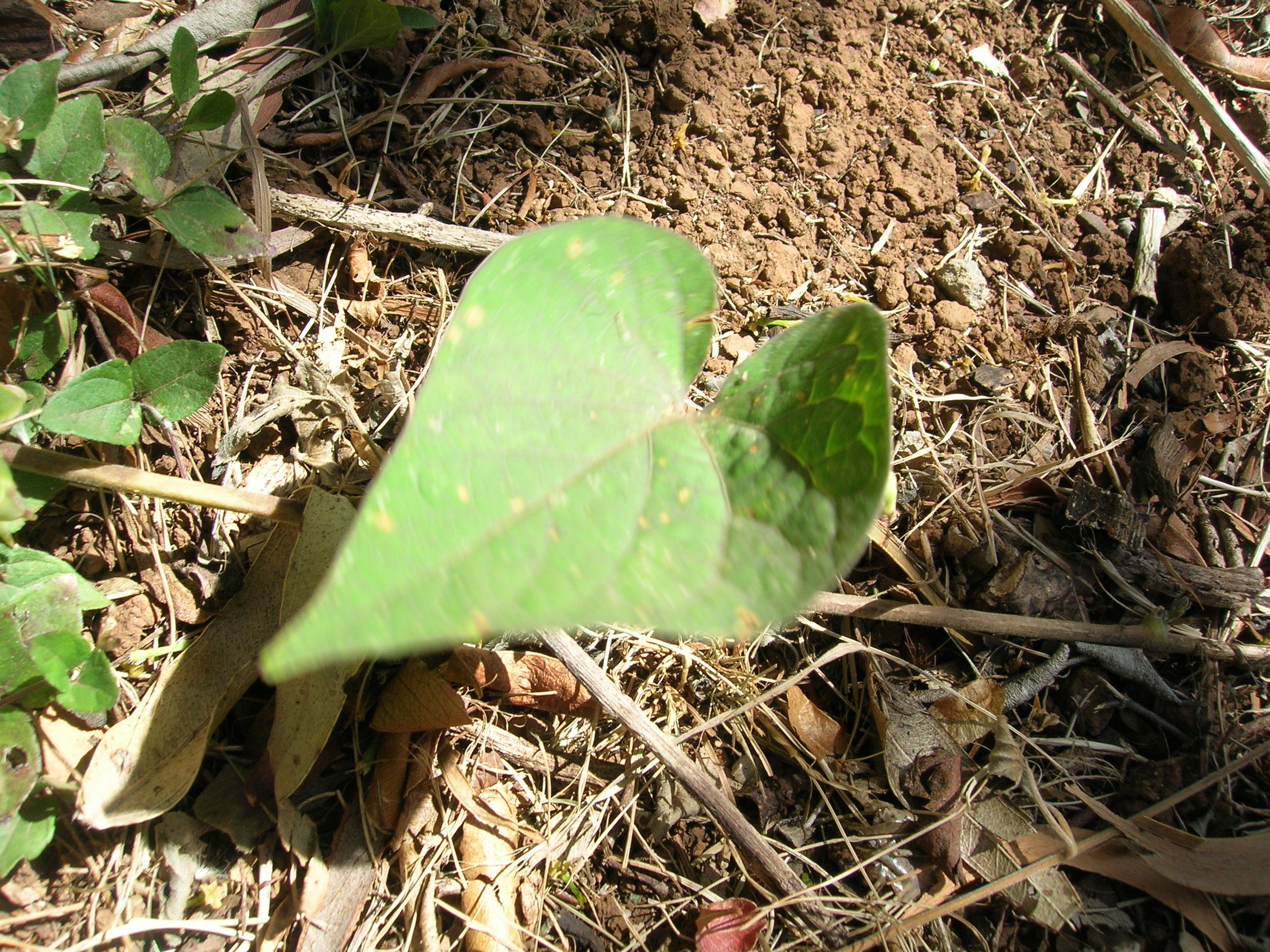
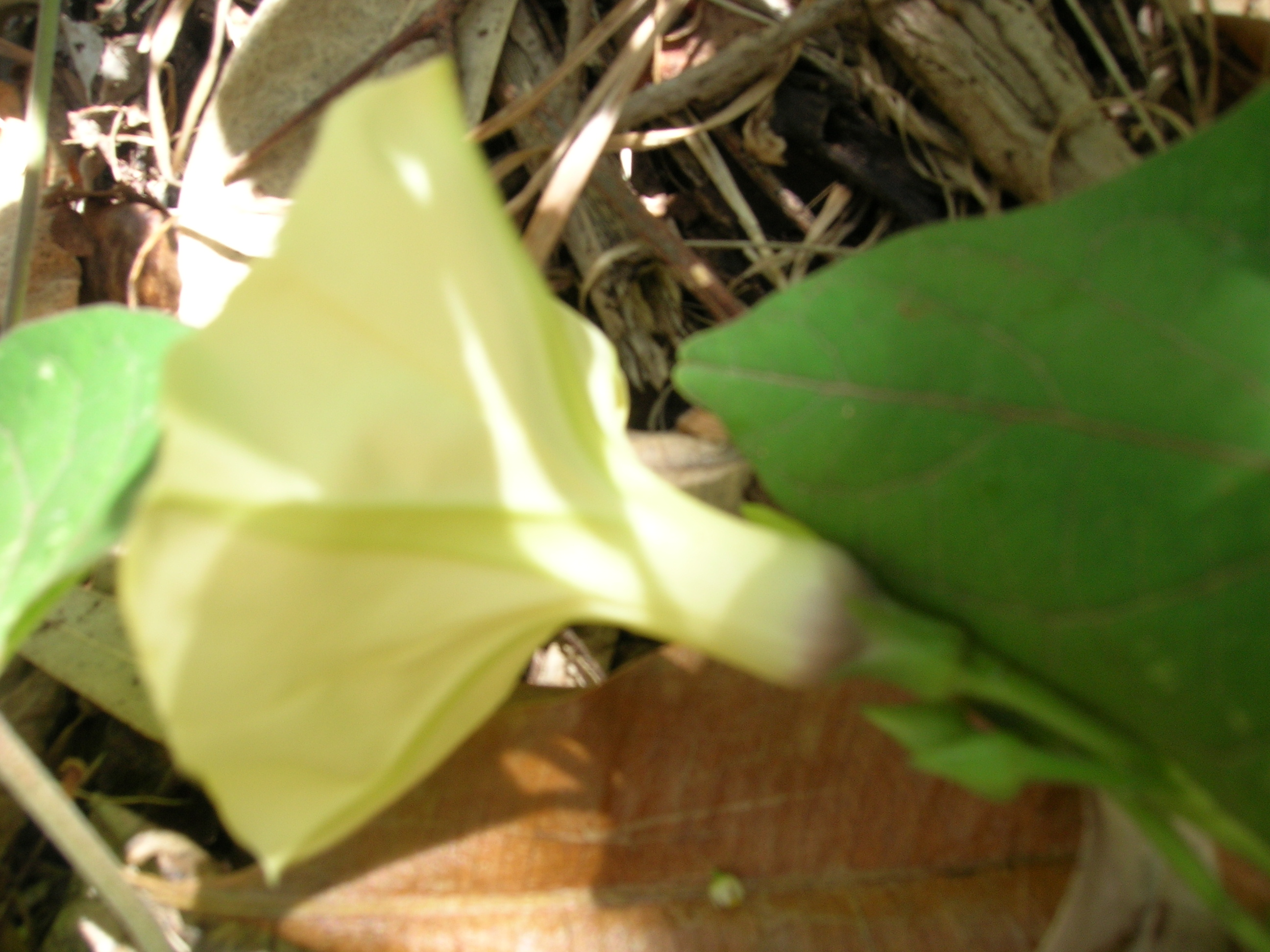
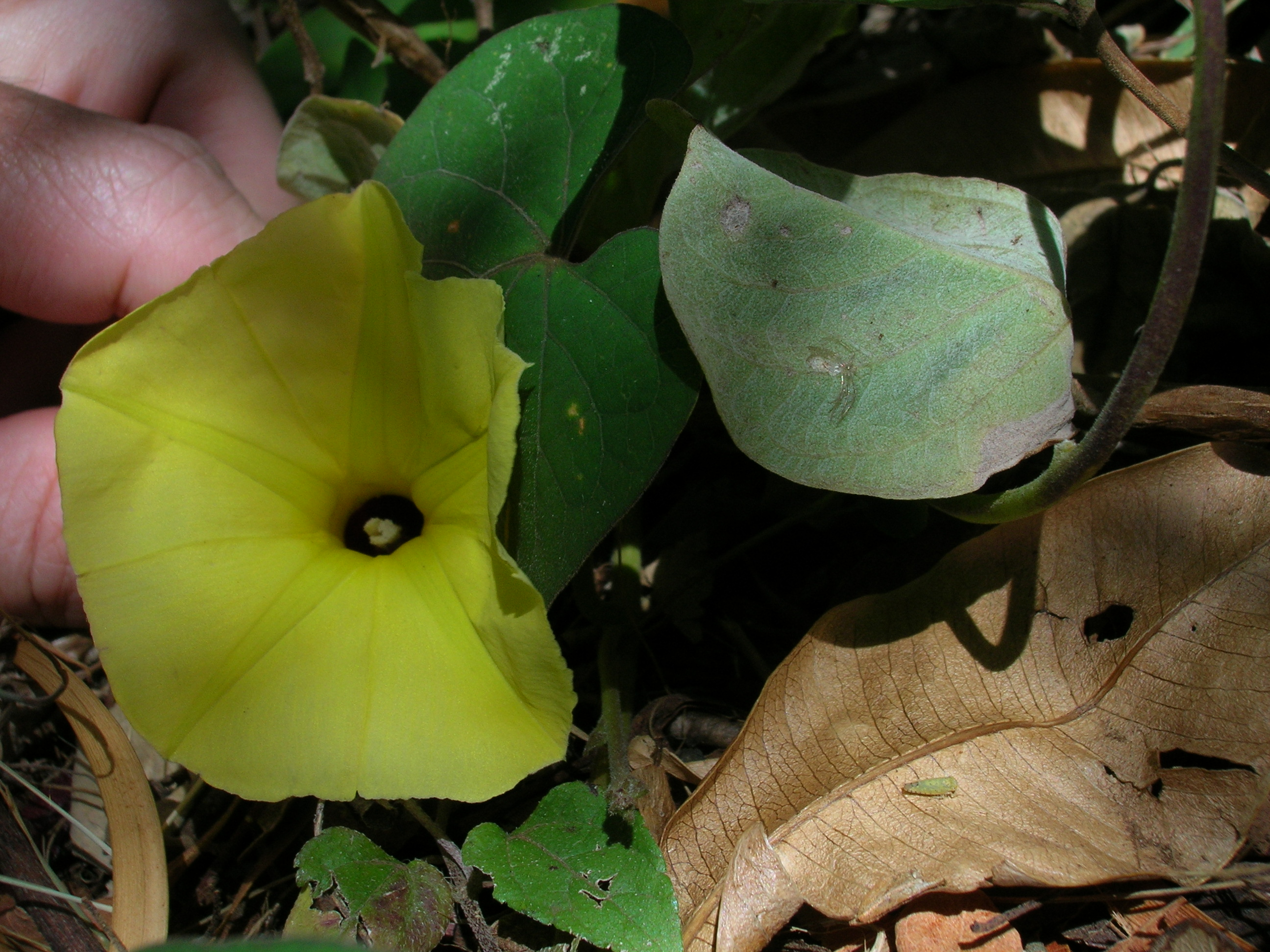